# Carl Robert

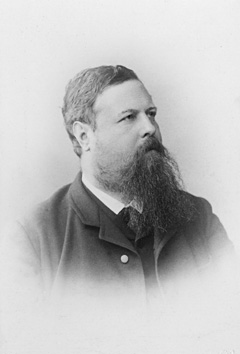
Undatierte Fotografie von Carl Robert

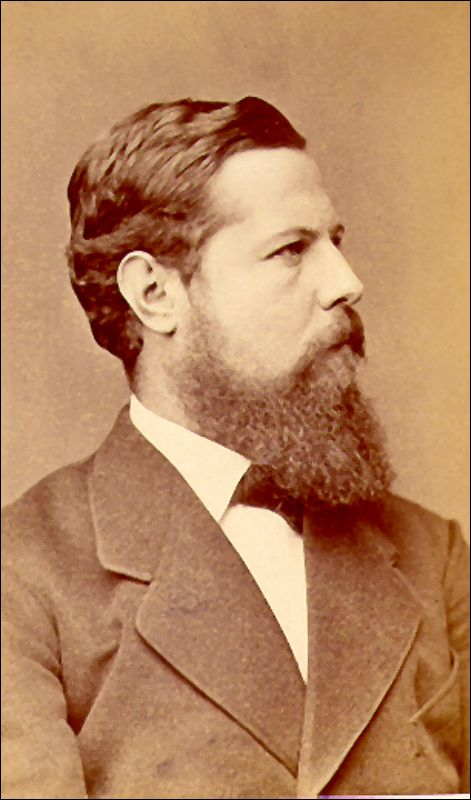
Brustbild von Carl Robert

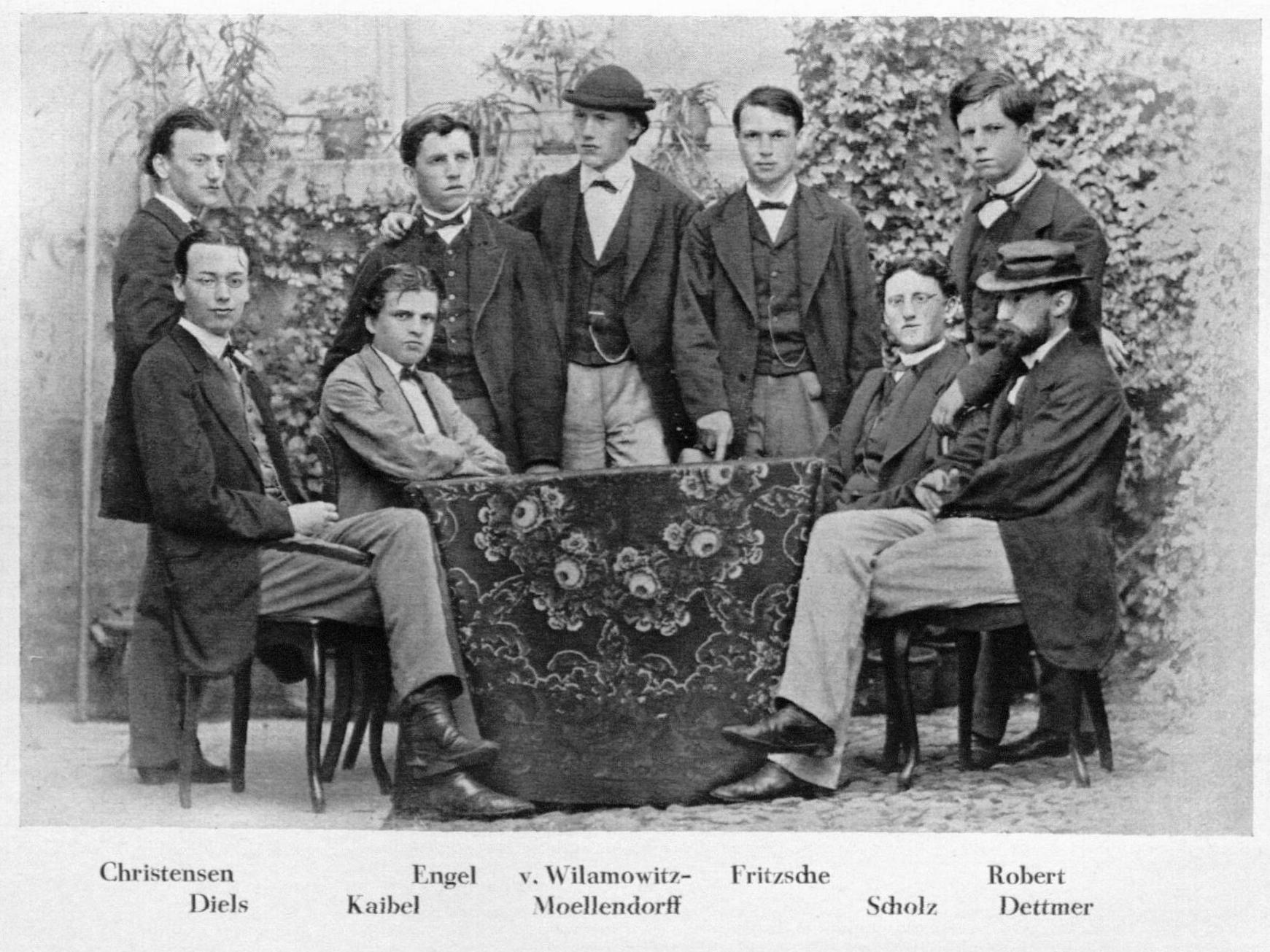
Robert (ganz rechts hinten) im Kreis seiner Mitstudenten (Bonn, Sommersemester 1869)

Carl Georg Ludwig Theodor Herwig Joseph Robert, auch Karl Robert (* 8. März 1850 in Marburg; † 17. Januar 1922 in Halle an der Saale) war ein deutscher Klassischer Philologe und Archäologe, der als Professor in Berlin (1877–1890) und Halle (1890–1922) wirkte.

## Leben
Robert war ein Sohn des Arztes und Chirurgen Ferdinand Robert (1814–1878). Nach der Schulzeit, die er von 1863 bis 1868 am Wiesbadener Gymnasium zubrachte, begann er 1868 ein Studium der Klassischen Philologie und Archäologie an der Universität Bonn (gemeinsam mit seinem älteren Schulfreund Hermann Diels). Das Studium wurde durch seinen Einsatz im Deutsch-Französischen Krieg 1870–71 unterbrochen. Nach dem Krieg setzte er sein Studium an der Berliner Friedrich-Wilhelms-Universität fort und wurde 1873 mit der Dissertation De Apollodori bibliotheca promoviert. Anschließend hielt er sich bis 1875 mit einem Reisestipendium des Deutschen Archäologischen Instituts zu Studienzwecken in Griechenland und Italien auf.
Seine Habilitation erreichte er 1876 mit der Schrift Eratosthenis catasterismorum reliquiae in Berlin, wo er zum Privatdozenten, 1877 zum außerordentlichen Professor und 1880 zum persönlichen Ordinarius ernannt wurde. 1890 folgte er einem Ruf an die Universität Halle, wo er bis zu seiner Emeritierung 1920 den Lehrstuhl für Klassische Philologie und Archäologie innehatte. Im akademischen Jahr 1906/1907 war er Rektor der Universität. Mit den fast gleichaltrigen Hermann Diels und  Ulrich von Wilamowitz-Moellendorff verband ihn seit der gemeinsamen Studienzeit in Bonn eine enge Freundschaft.
Robert war mit Clara Neumeister verheiratet, die bereits 1899 verstarb. Das Paar hatte drei Kinder: der Sohn Wolfgang (* 1881) wurde Richter, die ältere Tochter Helene (* 1879) heiratete den Juristen Moritz Liepmann, die jüngere, Anna (* 1882), den Marburger Archäologen Walter Altmann (1873–1910).

## Leistungen
Robert verstand Klassische Philologie und Archäologie im Heyneschen Sinne als disziplinäre Einheit. Seine Schriften sind von dieser interdisziplinären Herangehensweise geprägt. Er beschäftigte sich mit den Zusammenhängen zwischen Archäologie und literarischer Überlieferung und mit Mythologie. Er beteiligte sich am Corpus der römischen Sarkophagreliefs, führte die von seinem Vorgänger Heinrich Heydemann begonnenen Hallenser „Winckelmann-Programme“ fort und erweiterte das Archäologische Museum von Halle durch Neuerwerbungen. Von 1882 bis 1921 war er Herausgeber der Zeitschrift Hermes, zunächst zusammen mit Georg Kaibel, nach dessen Tod 1901 mit Friedrich Leo (bis 1913), nach dessen Tode mit Georg Wissowa.
Am weitesten bekannt ist sein Name durch die Neubearbeitung der Griechischen Mythologie, die Ludwig Preller erstmals 1854 in zwei Bänden herausgebracht hatte. Die starke Erweiterung ist weniger dem Text zu verdanken, den Robert weitgehend unverändert ließ, obwohl die theoretischen Grundlagen schon überholt waren, als vielmehr den reichen Anmerkungen, die oft den Umfang kleiner Abhandlungen annehmen. Der Teil über die Götter erschien in Lieferungen bereits 1884 bis 1894, die Heldensagen bearbeitete er erst später, so dass der letzte Abschnitt erst postum von Otto Kern herausgegeben werden konnte (1920 bis 1926). Das Werk Preller-Robert ist erst durch das gewaltige Lexicon Iconographicum Mythologiae Classicae (1981–1999) überholt worden.

## Ehrungen
Schon zu Lebzeiten erfuhr Robert große Anerkennung seiner akademischen Leistungen. Er war Mitglied des Deutschen Archäologischen Instituts (seit 1874; lange Jahre in der Zentraldirektion), der Regia Lynceorum Academia in Rom (1890), des Österreichischen Archäologischen Instituts (1906), der Bayerischen Akademie der Wissenschaften (1915), der Königlichen Gesellschaft der Wissenschaften in Uppsala (1915), der Gesellschaft der Wissenschaften zu Göttingen (1918) sowie der Akademie gemeinnütziger Wissenschaften zu Erfurt (1920). Als korrespondierendes Mitglied gehörte er der Preußischen Akademie der Wissenschaften (seit 1907) und dem Institut de France seit 1913 an. Die Universität Athen verlieh ihm 1912 die Ehrendoktorwürde. Die Griechische philologische Gesellschaft in Konstantinopel und die Society for the Promotion of Hellenic Studies in London ernannten ihn 1885 bzw. 1904 zu ihrem Ehrenmitglied. Nach seinem Tod erhielt das Archäologische Museum der Universität auch den Ehrennamen „Robertinum“.
Der Klassisch-Philologische Verein Halle im Naumburger Kartellverband ernannte ihn zum Ehrenmitglied.
Robert war Träger des Ritterkreuzes des Schwedischen Nordstern-Ordens, des Roten Adlerordens dritter Klasse (1914) und des Kronenordens zweiter Klasse (1917).
Chronologische Übersicht
- 21. April 1874: korrespondierendes Mitglied des Deutschen Archäologischen Instituts; 21. April 1879 ordentliches Mitglied; Mitglied der Zentraldirektion 1907–1909, 1914–1921
- 30. Oktober 1885: Mitglied der Griechischen philologischen Gesellschaft zu Konstantinopel
- 31. März 1890: ordentliches Mitglied der Accademia dei Lincei zu Rom
- 1901: korrespondierendes Mitglied der Göttinger Gesellschaft der Wissenschaften, 9. März 1918 auswärtiges Mitglied
- 4. Januar 1904: Honorary Member der Society for the promotion of Hellenic studies
- 2. Juli 1906: wirkliches Mitglied im Auslande des Österreichischen Archäologischen Instituts
- 2. Mai 1907: korrespondierendes Mitglied der Preußischen Akademie der Wissenschaften zu Berlin
- 3. April 1912: Ehrendoktorwürde der Philosophischen Fakultät der Universität Athen
- 19. Dezember 1913: korrespondierendes Mitglied der Académie des Inscriptions et Belles-Lettres zu Paris
- 14. Juli 1915: korrespondierendes Mitglied der Bayerischen Akademie der Wissenschaften zu München
- 5. November 1915: ordentliches Mitglied der Königlichen Gesellschaft der Wissenschaften zu Uppsala
- 8. März 1920: korrespondierendes Mitglied der Akademie gemeinnütziger Wissenschaften zu Erfurt

## Schriften
- Carl Robert: Bild und Lied. Archäologische Beiträge zur Geschichte der griechischen Heldensage. Weidmann, Berlin 1881 (Digitalisat und Volltext im Deutschen Textarchiv).